# شوتو كونو
شوتو كونو (باليابانية: 幸野 志有人) (4 مايو 1993 في إيدوغاوا في اليابان – )؛ هو لاعب كرة قدم ياباني سابق كان يلعب كلاعب وسط.

## وصلات خارجية
- شوتو كونو على موقع الاتحاد الدولي (مؤرشف)  (الإنجليزية)
- شوتو كونو على موقع رابطة كرة القدم اليابانية للمحترفين (اليابانية)
- شوتو كونو على موقع قاعدة بيانات كرة القدم.إي يو (الإنجليزية)
- شوتو كونو على موقع Soccerway.com (الإنجليزية)
- شوتو كونو على موقع عالم كرة القدم.نت (الإنجليزية)
- شوتو كونو على موقع كووورة